# 四月十九日運動
四月十九日运动（西班牙語：Movimiento 19 de Abril，缩写为M-19）是在1970年代末—1980年代活跃在哥伦比亚的城市游击运动。1990年复员后，它改组为合法政党M-19民主联盟。
M-19的起源可以追溯到1970年哥伦比亚大选。1970年4月19日哥伦比亚举行了一场可能涉嫌舞弊的总统选举，前领导人古斯塔沃·罗哈斯·皮尼利亚 ( Gustavo Rojas Pinilla ) 领导的左翼民粹主义国家人民联盟(ANAPO)被国民阵线(National Front) 击败，国民阵线是由两个主要党派建立的一个权力分享联盟。 M-19 最初宣称自己是 ANAPO的武装，但该党领导人否认两者有任何关联。 
M-19的意识形态是革命民族主义，但其主要目标是在哥伦比亚建立选举民主。 它的灵感来自其他南美城市游击队，例如乌拉圭的图帕马罗斯和阿根廷的蒙东内罗斯。 M-19 在 20 世纪 80 年代中期达到鼎盛时期，是哥伦比亚第二大游击队组织（仅次于哥伦比亚革命武装力量），活跃成员人数估计在1,500至2,000人之间。M-19在此期间的行动包括盗窃玻利瓦尔的剑以及司法大厦袭击等。
该组织于20世纪80年代末复员并转向选举政治，尽管其许多主要领导人遭到暗杀。 M-19民主联盟于2003年与ANAPO合并成为独立民主党，即今天的替代民主极点的前身。很多M-19前成员加入了多个其他左翼政党，包括绿色联盟和人道哥伦比亚等，后者由M-19前成员古斯塔沃·佩特罗组建。佩特罗随后将这些政党联合起来组成选举联盟历史公约“哥伦比亚能”，该联盟赢得了哥伦比亚2022年的选举，成为了哥伦比亚目前的执政联盟。 

## 武装活动
M-19的历史可以分为两部分：第一部分是20世纪80年代初至中期最终失败了的武装革命斗争，第二部分是1980年代末和1990年代初M-19重新融入公民社会和政治生活后。

### 玻利瓦尔的剑被盗
在M-19执行的一系列行动中，有一些重大事件引人注目。 1974 年，M-19 在一次行动中从博物馆偷走了西蒙·玻利瓦尔 (Simon Bolivar) 的一把剑，该组织用这一事件来象征他们所谓的平民起义和反对被视为不公正的政权。 M-19承诺在1990年12月18日玻利瓦尔逝世160周年纪念日之前归还这把剑。但该组织无法兑现承诺，并对外宣布自己已经不再拥有这把剑。但在1991年，M-19最终归还了剑。 

### 对何塞·拉克尔·梅尔卡多的绑架
1976年2月15日，M-19绑架了哥伦比亚工人联合会（CTC）主席、工会领袖何塞·拉克尔·梅尔卡多（Jose Raquel Mercado），指控他向美帝国主义出卖哥伦比亚工人的利益，并判处他死刑。该组织指控梅尔卡多收受贿赂并与美国中央情报局合作。 M-19提出，如果政府恢复数千名被解雇工人的职位，给予公共雇员罢工权，并在12家哥伦比亚报纸上发表公报，就可以“减刑”劳工领袖的死刑。 
最终，梅尔卡多的尸体被塑料包裹，并被发现靠在波哥大公园的一根灯柱上。

### 盗窃武器
1979 年的新年夜，该组织挖了一条隧道潜入哥伦比亚陆军武器库，拿走了 5000 多件武器。这被认为是该组织有可能采取武装行动的第一个迹象。

### 袭击多米尼加共和国大使馆
1980 年2月27日，游击队在一次酒会上袭击了多米尼加共和国大使馆。他们劫持了哥伦比亚迄今为止所有类似事件中人数最多的外交官人质，其中包括美国大使在内的14名大使。最终，经过与胡里奥·塞萨尔·图尔贝·阿亚拉政府的紧张谈判，人质被和平释放。劫持者被允许离开该国流亡古巴，他们中的一些人后来返回并积极重新加入M-19的活动。许多当时的谣言和后来该事件参与者的叙述表明，哥伦比亚政府可能同意了 M-19 的另一项要求，向该组织提供 1百万 至 250 万美元，以换取人质的释放。

### 第一次和平谈判
在贝利萨里奥·贝坦库尔 (Belisario Betancur) 执政期间（1982-1986 年），时任M-19最高领导人海梅·贝特曼·卡永 (Jaime Bateman Cayón) 提议在巴拿马与哥伦比亚政府举行会议，以解决冲突。但贝特曼于1983年4月 28日在前往巴拿马途中的一次飞机事故中丧生，谈判因此暂停。
谈判最终以《考卡科林托协议》而告终。双方同意停火，并就游击队未来复员问题继续进行对话。然而，反对拉乌里韦和科林托协议的军队部门对主要领导人伊万·马里诺·奥斯皮纳、安东尼奥·纳瓦罗·沃尔夫、卡洛斯·皮萨罗、马科斯·查利塔等人进行了威胁生命的袭击。

### 正义宫事件
M-19作为一个游击组织，也被认为是正义宫袭击事件的肇事者。在1985年11月6日的这次袭击中，约300名律师、法官和最高法院治安法官在哥伦比亚最高法院所在的正义宫被35名武装叛乱突击队劫持为人质。他们要求地方法官对总统贝利萨里奥·贝坦库尔·夸尔塔斯进行审判，罪名是涉嫌背叛国家的和平愿望。当这一情况被公开后，哥伦比亚军队在正义宫周围部署了士兵和EE-9装甲车。最初，军方试图与人质劫持者进行谈判，同时很多知名人质也对劫持者发出了请求，但这些努力最终还是没有成功。其中的一名人质，最高法院院长阿方索·雷耶斯·埃钱迪亚（Alfonso Reyes Echandia）通过电话联系了波哥大一家广播电台，恳求当局同意“停火并与叛军对话”。 
贝坦库尔政府及其委员会发现自己陷入了困境。他们不愿意屈服于叛军的要求，因为据称他们认为这将开创一个令人担忧的先例，并极大地损害政府的地位。最终，经过紧张讨论，紧急会议决定允许军方处理此事，并尝试以武力收复正义宫。
紧急会议的决定导致了事件的高度争议性转变，迄今为止，哥伦比亚仍在或多或少地对此事进行争论。在随后到来的政府士兵以及EE-9装甲车和劫持者们之间的猛烈交火中，建筑物起火，100 多人死亡（包括该国 21 名最高法院法官中的11人）， 许多有价值的法律记录也被销毁。
M-19在这次事件中失去了几名高级指挥官，并将流血事件的责任归咎于政府。幸存的平民受害者及其家人持有不同的立场；一些人指责M-19，一些人指责贝坦库尔政府，许多人都同时指责两者。显然，对于此事还没有明确的共识。
作家安娜·卡里根（Ana Carrigan）否认了被人们广泛接受的观点，即巴勃罗·埃斯科巴（ Pablo Escobar ）等毒枭可能策划了这次行动，目的是为了摆脱在事件期间丢失的文件中记录的几项刑事调查。贝坦库尔政府成立的特别调查委员会于1986年6月发布了一份报告，结论是埃斯科巴与这一事件没有关系，因此这些指控无法得到证实（但也不排除这种可能性）。但卡里根声称，这一行为是哥伦比亚政府的阴谋。 其他人则表示，所谓的游击队与卡特尔有关系关系不太可能是真的，因为这两个组织曾发生过多次对峙和对抗，例如麦德林集团创始人胡安·大卫·奥乔亚的妹妹尼维斯·奥乔亚 (Nieves Ochoa) 曾被 M-19 绑架。    这次绑架导致麦德林贩毒集团成立了准军事组织 MAS（“绑架者之死”）。卡里根对麦德林贩毒集团的参与的理论遭到了雷克斯·哈德森等人的极大怀疑，雷克斯·哈德森提出了据称能将贩毒集团与该阴谋联系起来的“压倒性证据”。 
哥伦比亚前总检察长助理、国家副主计长、作家、何塞·毛里西奥·高纳教授以及前司法部长兼驻英国大使卡洛斯·梅德林·贝塞拉（两位被谋杀的最高法院治安法官的儿子）已推动进一步调查 M-19 和麦德林贩毒集团毒枭之间可能的联系。时任波哥大市长，现任哥伦比亚总统的前 M-19 游击队员古斯塔沃·佩特罗否认了这些指控，并认为这些指控是基于毒枭不一致的证词。佩特罗表示，M-19 的幸存成员确实代表整个组织承认对悲惨事件负有部分责任，但否认与毒品交易有任何联系。 

## 复员和参政

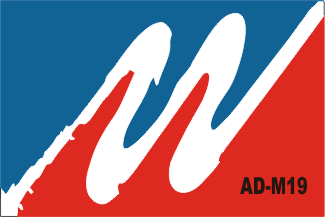
民主联盟 M-19 采用的新旗帜。

直到1988年，它还曾试图从社会主义的民主德国获得武器，但遭到了民主德国国防部、外交部和政府的保留。 
在国际上被孤立的M-19认为自己无法继续武装斗争：M-19最终放弃了武装，并得到了赦免。M-19在20世纪 80 年代末成为了一个哥伦比亚合法政党，即M-19民主联盟(AD/M-19)，该政党放弃武装斗争。最终M-19归还了玻利瓦尔的剑，作为其复员和通过参与合法政治改变社会的愿望的象征。 
1990年，其较为著名的人物之一、总统候选人、前游击队指挥官卡洛斯·皮萨罗·莱昂戈麦斯 (Carlos Pizarro Leongómez)在乘坐飞机时被暗杀者谋杀，据称是在贩毒集团和准军事领导人的命令下被谋杀的（失踪的哥伦比亚联合自卫军指挥官卡洛斯·卡斯塔尼奥 (Carlos Castaño)曾在2002 年出版的一本书中将谋杀案的责任归咎于自己）。该组织的其他一些成员也受到多重威胁或同样被谋杀。安东尼奥·纳瓦罗·沃尔夫取代已故的皮萨罗成为该党的候选人和领导人，并在当年的总统竞选中获得第三名。
尽管针对它的小规模暴力活动持续不断，AD/M-19 仍然在1990年代幸存下来，并在地方一级取得了有利的选举结果。AD/M-19作为一支高调的政治力量积极参与了哥伦比亚1991年现代宪法的制定，该宪法取代了一份可追溯至1886年的保守派宪法。安东尼奥·纳瓦罗是哥伦比亚制宪会议三位联合主席之一，其他两位主席分别是哥伦比亚自由党和哥伦比亚保守党的代表。
一些分析人士认为，AD/M-19此时达到了顶峰，虽然它从未完全从政治背景中消失，但作为一个合法政党，它开始逐渐衰落，尽管它的许多前成员已经获得了胜利。AD/M-19在独立民主党联盟中具有一定影响力。

## 选举结果
| 选举年 | 得票总数 | 得票百分比 | 赢得的总席位 | +/– | 政府 |
| ------ | -------- | ---------- | ------------ | --- | ---- |
| 1990年 | 992,613  | 26.7% #2   | 19 / 70      | ▲   |      |
| 1991年 | 483,382  | 10.3% #3   | 13 / 161     | ▼   |      |
| 1994年 | 153,185  | 3.0% #3    | 1 / 163      | ▼   |      |
| 1998年 | 10,722   | 0.1% #42   | 0 / 161      | ▼   |      |
| 2002年 | 43,293   | 0.5% #31   | 0 / 161      | ▲   |      |

## 延伸阅读
- 哥伦比亚历史
- 哥伦比亚政治